# Telekgerendás (stacja kolejowa)
Telekgerendás (węg. Telekgerendás vasútállomás) – stacja kolejowa w miejscowości Telekgerendás, w komitacie Békés, na Węgrzech. 
Znajduje się na linii 135 Szeged – Békéscsaba. Obsługuje wyłącznie pociągi regionalne. 

## Linie kolejowe
- Linia 135 Szeged – Békéscsaba